# Crysis
 (novembre 2019).
Si vous disposez d'ouvrages ou d'articles de référence ou si vous connaissez des sites web de qualité traitant du thème abordé ici, merci de compléter l'article en donnant les références utiles à sa vérifiabilité et en les liant à la section « Notes et références ».
Crysis est une série de jeux vidéo de tir à la première personne, nommé d'après le premier jeu de la série, Crysis (2007). Celui-ci, développé par Crytek en Allemagne et édité par Electronic Arts, a été suivi par plusieurs autres jeux : Crysis Warhead (2008), Crysis 2 (2011), Crysis 3 (2013) et
Crysis Remastered  (2020).

## Synopsis
La série tourne autour de l'invasion de la Terre par une race extraterrestre, les Cephs, originaires de la Galaxie M33. Un soldat équipé d'une « nanocombinaison » de haute technologie est le meilleur atout de l'humanité pour repousser l'invasion.

## Jeux
| 2007 | Crysis            |
| 2008 | Crysis Warhead    |
| 2009 |                   |
| 2010 |                   |
| 2011 | Crysis 2          |
| 2012 |                   |
| 2013 | Crysis 3          |
| 2014 |                   |
| 2015 |                   |
| 2016 |                   |
| 2017 |                   |
| 2018 |                   |
| 2019 |                   |
| 2020 | Crysis Remastered |

### Crysis
Le jeu se déroule sur l'archipel fictif de Lingshan et le joueur incarne Nomad, un soldat membre de Raptor. L'Unité Raptor, une équipe des forces spéciales américaines équipée de nanocombinaisons haute technologie, fait une infiltration discrète sur l'île, qui est envahie par l'Armée populaire de Corée, pour exfiltrer une équipe d'archéologues. Mais alors que l'équipe débarque, elle se fait attaquer par les Cephs qui tuent deux de ses membres avant de rester en retrait. Très rapidement, l'infiltration tourne à l'affrontement ouvert, mené par le Major Strickland, et c'est à ce moment que le vaisseau de reconnaissance Ceph se révèle, enfoui sous la montagne. Nomad se retrouve coincé à bord du vaisseau : il y apprend que les Ceph sont là depuis des millions d'années et projettent de lancer une invasion. Peu après, les forces américaines abandonnent l'île et fuient jusqu'à la flotte qui les attend non loin. L'Amiral responsable de la flotte reçoit l'ordre de lancer une frappe nucléaire, qui échoue à détruire les aliens ; ces derniers engagent le combat avec la flotte, combat qui se termine par la destruction mutuelle des deux ennemis ne laissant que quelques survivants humains, dont Nomad.

### Crysis Warhead
Le jeu se déroule en parallèle du jeu original, le joueur incarnant Michael "Psycho" Sykes, un autre membre de l'unité Raptor. Ce dernier poursuit un Colonel nord-coréen qui transporte un conteneur conçus pour des ogives nucléaires. Après avoir aidé O'Neil, un pilote autrefois membre de l'Unité Raptor, il se retrouve rapidement face aux Cephs. Devant faire face à la fois à l'Armée nord-coréenne et aux aliens, Psycho poursuit le Colonel à travers toute l'île, avec un soutien aérien fourni par O'Neill. La course-poursuite se termine à l'aéroport, où il s'avère que le conteneur contient en réalité un Ceph endommagé qui ne s'est pas autodétruit, donnant une chance de l'étudier et d'obtenir des avancées technologiques majeures. Après avoir vaincu des troupes d'élite des Cephs et le Colonel, Psycho est exfiltré avec le conteneur par O'Neil pour rejoindre la flotte américaine.

### Crysis 2
Le jeu se déroule à Manhattan, trois ans après les deux premiers, le joueur incarnant Alcatraz, un Marine qui est revêtu de la nanocombinaison de Prophet, l'ancien chef de l'Unité Raptor dans les deux opus précédents. L'île de Manhattan est attaquée par les Cephs, qui y ont répandu un virus surnommé « Virus Manhattan », et est placée sous la loi martiale assurée par les paramilitaires de la société CELL, filiale de sécurité privée du groupe Hargreave-Rash. Alcatraz est envoyé avec son unité exfiltrer en sous-marin un savant, Nathan Gould. Toutefois, le sous-marin est coulé par les Cephs, et l'unité est décimée. Alcatraz ne doit la vie qu'à l'intervention de Prophet, qui le revêt de sa propre nanocombinaison avant de se suicider, ayant été infecté par le Virus Manhattan. Alcatraz part donc à la recherche de Nathan Gould mais il se retrouve face aux forces du CELL, qui cherchent à l'éliminer sur ordre du Commandant Dominic Lockhart. Il rejoint Gould à un appartement, et ce dernier découvre que la nanocombinaison a engagé un protocole visant à créer un antidote au Virus Manhattan. Il se rend dans un laboratoire du CELL mais se fait capturer par Lockhart et Tara Strickland, la fille du Major Strickland. Alors qu'il est transféré, les Cephs lancent l'offensive sur la ville, faisant crasher l'hélicoptère qui le transportait. Alcatraz est contacté par Jacob Hargreave, le cofondateur et patron du groupe Hargreave-Rash et de la société CELL, qui le guide pour saboter des terraformeurs cephs. Peu après, Alcatraz rejoint les forces des Marines qui évacuent les derniers civils par train et par air. Alcatraz se fait larguer sur le Prism, le QG du CELL, pour y trouver le dernier composant indispensable à l'élaboration de l'antidote. Après avoir exécuté Lockhart, il se fait capturer par Hargreave, qui tente de lui retirer la nanocombinaison, mais la tentative est interrompue par Tara Strickland, qui est en réalité un agent infiltré. Alcatraz rejoint Hargreave, qui lui donne le composant, avant que les Cephs n'envahissent le Prism et tuent Hargreave. Alors qu'Alcatraz et Tara évacuent le Prism, les Cephs font s'élever leur vaisseau, jusque là enfoui sous Central Park, et conçu pour disperser le Virus Manhattan. Alcatraz, les Marines, et les troupes du CELL s'unissent pour arrêter les Cephs avant que le Pentagone ne lance une frappe nucléaire. Alcatraz rejoint le cœur du vaisseau et libère l'antidote, ce qui élimine tous les Cephs de Manhattan et guérit tous les humains infectés par le Virus Manhattan.

### Crysis 3
Le jeu se déroule toujours à Manhattan, mais vingt-cinq ans après Crysis 2, le joueur incarnant Prophet. Grâce à l'étude de la technologie des Cephs, qui sont devenus sauvages et bestiaux, la société CELL s'est assuré la domination mondiale et a capturé Prophet, qui cherchait jusque là l'Alpha-Ceph, le maître suprême de la force d'invasion ceph. Une Résistance s'est mise en place, dirigée par Claire Fontinelli, le vétéran Michael "Psycho" Sykes, et Karl Ernst Rasch, cofondateur et ancien patron du Groupe Hargreave-Rash et du CELL : ils libèrent Prophet. Celui-ci représente la meilleure chance de détruire le « Système X », la source du pouvoir et de la domination mondiale du CELL, située sous le « nanodôme » recouvrant la ville de New-York. Prophet parvient non sans peine à percer les défenses du Système X et à le désactiver, mais ils se rend compte que le CELL a basé tout son pouvoir et toute sa domination sur l'Alpha-Ceph, qui est désormais libre. Avec le réveil de l'Alpha-Ceph, les Cephs retrouvent toute leur intelligence et leur puissance et massacrent les forces humaines situés sous le dôme, qui redevient une zone de guerre. C'est alors que le satellite de régulation énergétique du CELL, Archangel, qui a permis au CELL de canaliser le pouvoir de l'Alpha-Ceph, active le Protocole Red Star Rising, qui implique de concentrer l'énergie de l'Alpha-Ceph pour exécuter une frappe sur ce dernier et raser toute la ville de New-York. La Résistance parvient à stopper le tir, mais s'aperçoit que Rash était sous la domination mentale de l'Alpha-Ceph et qu'il a manipulé tout le monde pour que l'Alpha-Ceph ouvre un vortex vers la Galaxie M33, permettant aux vaisseaux de guerre cephs de venir exterminer l'humanité. Les autres membres de la Résistance parviennent à s'enfuir mais Claire, gravement blessée, meurt au cours de la fuite. Prophet doit alors tuer l'Alpha-Ceph pour stopper l'invasion. Après un duel au sommet, Prophet élimine l'Alpha-Ceph, ce qui provoque la mort immédiate de la totalité des Cephs sur Terre. Toutefois, Prophet est aspiré dans l'espace en orbite terrestre, alors qu'un vaisseau de guerre ceph sort du vortex ouvert par l'Alpha-Ceph. Prophet utilise alors Archangel pour détruire le vaisseau ceph, ce qui provoque l'effondrement du vortex et met "définitivement" fin à la menace des Cephs.

### Crysis 4
En janvier 2022, Crytek a annoncé le 4e volet de la franchise sur ses réseaux sociaux. Le jeu en est à ses premiers stades de développement et aucun scénario n'a été annoncé.